# Fritz Haas (Landrat)

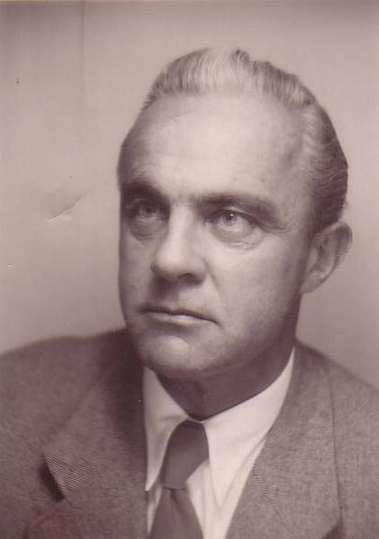
Fritz Haas

Fritz Haas (* 6. Juli 1903 in Wermelskirchen; † 30. August 1977 in Freudenstadt) war ein deutscher Verwaltungsjurist.

## Leben
Als Sohn eines praktischen Arztes besuchte Haas das neue Röntgen-Gymnasium Remscheid. Nach dem Abitur wollte er zunächst Landwirt werden. Nach der Lehre wandte er sich der Rechtswissenschaft zu. Er immatrikulierte sich an der Albertus-Universität Königsberg und wurde im Sommersemester 1923 Mitglied des Corps Masovia. In jenem Semester wurde in Ostpreußen ein großer Landarbeiterstreik ausgerufen. Mit mehreren Corpsbrüdern ging Haas in der Technischen Nothilfe auf Landarbeit in die Niederung. Als er in den Semesterferien auf seinem Gut blieb, wurde das Verhältnis zu den Landarbeitern ausgesprochen gut. Zuvor hatten sie die Studenten als Streikbrecher angesehen. Entlohnt wurden die Helfer mit einem Zentner Roggen pro Woche. Das brachte in der Deutschen Inflation 1914 bis 1923 einiges Geld, das aber mit der Einführung der Rentenmark im Januar 1924 erheblich schrumpfte. Wie fast alle Studenten im Königsberger Senioren-Convent rückte Haas am Ende des Winters bei der Reichswehr in Lötzen ein. Das große Herbstmanöver endete mit einer Militärparade vor Paul von Hindenburg.
Sein Studium setzte Haas an der Rheinischen Friedrich-Wilhelms-Universität Bonn, der Universität Hamburg und der Universität zu Köln fort. Den Vorbereitungsdienst durchlief er im Rheinland. Nach dem Assessorexamen trat er in die innere Verwaltung des Freistaats Preußen. Er war Regierungsassessor in Berlin und Regierungsrat in Saarbrücken und Frankfurt (Oder). Noch vor dem Überfall auf Polen wurde er 1939 Landrat im Landkreis Calau. Die landwirtschaftlichen und industriellen Gegebenheiten der Niederlausitz stellten die Verwaltung vor schwierige Probleme.
Zeitweise kämpfte Haas als Infanterieoffizier und Kompaniechef im Heer (Wehrmacht) an der Ostfront. Im Februar 1940 wurde er Zweiter Generalstabsoffizier eines Regiments im Westen. 1943 lag er am Asowschen Meer. Mit dem Krieg endete auch seine Tätigkeit als Landrat.
In der Nachkriegszeit in Deutschland schlug er sich als Traktorfahrer durch. Er zog nach Südwürttemberg, wo er mit seiner Frau und den beiden Kindern zusammenleben konnte. 1948 trat er in den Dienst des Landes Württemberg-Hohenzollern. Als der Südweststaat entstand, kam er zum Wirtschaftsministerium in Stuttgart. Alsbald zum Oberregierungsrat befördert, wurde er 1968 pensioniert. Haas war Schwimmer und Kunstspringer. Er liebte das Meer, blieb aber in Freudenstadt. Nachdem er gestorben und kremiert war, wurde seine Asche der See übergeben.